# Mujeres de El Planeta
Mujeres de El Planeta es una película documental peruana de 1981, en formato de mediometraje, dirigida por la cineasta peruana María Barea. Forma parte de la serie alemana de cinco documentales As Women See It (Como lo ven las mujeres).

## Sinopsis
El documental se sitúa en el asentamiento humano El Planeta, formado en la década de 1950, ubicado junto al río Rímac, cerca a la montaña de basura más grande que existía en el distrito de Cercado de Lima, capital de la región Lima Metropolitana, en Perú. El personaje principal es la dirigenta comunal Rosa Dueñas, migrante proveniente de la región andina Ancash, quien, a través de su testimonio, muestra cómo se organizan las mujeres en barrios marginales de la capital para lograr derechos humanos fundamentales, como el acceso a la salud, a la alimentación, a la vivienda digna y a la educación. Esta organización comunitaria es una segunda fase que suele ocurrir, luego de la ocupación de terrenos en los márgenes de las ciudades peruanas. Asimismo, Rosa es apoyada por la profesora de escuela Nilda Barberán, quien muestra la importancia de la educación a niños y a mujeres adultas en zonas marginales. Nilda dicta clases en la escuela primaria durante las mañanas, y clases de alfabetización a las mujeres adultas en la tarde. Así, se le presenta como una trabajadora por vocación.
La película centra su narrativa en el testimonio de las mujeres como sujetos marginados, no en las facilitadoras intelectuales, tal como se solía hacer en dicha época. De este modo, muestra la existencia de este grupo de mujeres hacia el mundo, y cómo se produce la lucha de mujeres migrantes en la capital del país. Esto implica presentar tanto la vida cotidiana doméstica como la dirigencial en el espacio comunitario.
Asimismo, el registro testimonial es usado como evidencia de la violencia estatal aplicada en estos asentamientos humanos. Esto ocurre a través de la presencia policial y militar. Para ello, Barea usa testimonios recopilados en el asentamiento Puente Palomar, de formación más reciente que El Planeta. Ahí, se había registrado masacres en fechas cercanas a la época de la filmación. Esto es común en la toma de terrenos para viviendas de las personas migrantes de bajos recursos socioeconómicos, pero también Barea señala que es una forma de realizar una práctica cultural de sacrificio, propia de las culturas andinas.
Finalmente, el documental termina con un llamado a las mujeres a organizarse por sí mismas.

## Reparto
El reparto está compuesto por:
- Mujeres del Comité de Damas Aurora Vivar, del A.H. El Planeta[4]
- Rosa Dueñas (dirigenta social)
- Nilda Barberán (profesora)

## Historia de la producción fílmica
El documental fue el primero que dirigió María Barea. Fue por invitación del productor alemán Pierre Hoffman, para la serie As Women See It (Como las mujeres lo ven). Fue producido por Faust Films, en Múnich (Alemania) y por la productora de Barea, Pukara Cine (Perú). Si bien no hubo mayor intervención estilística por parte de Hoffman, Barea procuró crear un documental que pudiera satisfacer a la audiencia peruana y occidental. La cámara estuvo a cargo de Alejandro Legaspi, uno de los futuros cofundadores de Grupo Chaski.

## Premios
Este documental recibió el Premio Especial del Jurado del Festival de Cine Documental de Leipzig (Alemania) en 1983. También, recibió premio en Canadá. Asimismo, se ha presentado en el XXIX Festival de Cortometrajes en la ciudad Oberhausen, Alemania (RFA), en 1983.